# Chuŏr Phnum Krâvanh
Chuŏr Phnum Krâvanh är en bergskedja i Kambodja.   Den ligger i provinsen Koh Kong, i den sydvästra delen av landet, 190 km väster om huvudstaden Phnom Penh.